# Eleccions municipals de Morella
Les eleccions municipals de Morella s'han vingut realitzant periòdicament des de, com a poc, el segle xix. Durant el règim franquista, es realitzaren a Morella eleccions per a triar al conseller local del moviment nacional al municipi i, l'any 1976, per a triar alcalde. Les primeres eleccions municipals amb sufragi universal celebrades a Morella foren les eleccions municipals espanyoles de 1979.

## Eleccions a Conseller Local del Moviment
- 1970: José Mestre Adell i Miguel Sangüesa Ortí.[1]
- 1973: Ángel Querol Carceller: 1.127
- 1976: Teodosio Sangüesa Virgos.[2]

## Evolució
| Candidatura | Candidatura | 1979 | 1983 | 1987 | 1991 | 1995 | 1999 | 2003 | 2007 | 2011 | 2015 | 2019 |
|             | PSOE        | 4    | 4    | 5    | 6    | 6    | 7    | 6    | 7    | 7    | 8    | 9    |
|             | AP/PP       |      | 2    | 6    | 5    | 5    | 4    | 5    | 4    | 4    | 3    | 2    |
|             | UCD/CDS     | 7    |      |      |      |      |      |      |      |      |      |      |
|             | PDL         |      | 5    |      |      |      |      |      |      |      |      |      |
|             | Cs          |      |      |      |      |      |      |      |      |      |      | 0    |
|             | Compromís   |      |      |      |      |      |      |      |      |      |      | 0    |
| Total       | Total       | 11   | 11   | 11   | 11   | 11   | 11   | 11   | 11   | 11   | 11   | 11   |

### Participació
El següent gràfic mostra l'evolució del percentatge de l'electorat que ha participat en cada elecció.

## Resultats detallats

### 1931
- Juan Bautista Sabater Camáñez (Monàrquic)
- Vicente Querol Segura (Monàrquic)
- José Milián Loscos (Monàrquic)
- Miguel Adell Querol (Monàrquic)
- Antonio Pitarch Guardiola (Monàrquic)
- Manuel Juan Boix (Monàrquic)
- José Mestre Pascual (Monàrquic)
- Ramón Falcó Milián (Monàrquic)
- Ramón Ortí Ortí (Republicà)
- Joaquín Gamundi Rallo (Republicà)
- Agustín Borrés Boix (Republicà)
- Práxedes Querol Palos (Republicà)
- José Giner Jovaní (Republicà)
- Tomás Segura Querol (Republicà)

- FONT: Las Provincias, 14 d'abril de 1931.[3]

### 1979
| Partit       | Partit                           | Vots  | %     | Escons | +/– |
| ------------ | -------------------------------- | ----- | ----- | ------ | --- |
|              | Unió de Centre Democràtic        | 1.132 | 58,59 | 7 / 11 | Nou |
|              | Partit Socialista Obrer Espanyol | 800   | 41,41 | 4 / 11 | Nou |
| Total        | Total                            | 1.932 | 98,6  | 11     | 0   |
|              |                                  |       |       |        |     |
| Vots vàlids  | Vots vàlids                      | 1.959 | n/a   |        |     |
| Vots nuls    | Vots nuls                        | n/a   | n/a   |        |     |
| Participació | Participació                     | 1.992 | 70,5  |        |     |
| Cens         | Cens                             | 2.825 |       |        |     |
| Font:        |                                  |       |       |        |     |

### 1983
| Partit       | Partit                                                                         | Vots  | %     | Escons | +/– |
| ------------ | ------------------------------------------------------------------------------ | ----- | ----- | ------ | --- |
|              | Partit Demòcrata Liberal                                                       | 762   | 39,10 | 5 / 11 | Nou |
|              | Partit Socialista Obrer Espanyol                                               | 748   | 38,38 | 4 / 11 | =   |
|              | Coalició Aliança Popular-Partit Demòcrata Popular-Unió Liberal-Unió Valenciana | 439   | 22,52 | 2 / 11 | Nou |
| Total        | Total                                                                          | 1.949 | 98,2  | 11     | 0   |
|              |                                                                                |       |       |        |     |
| Vots vàlids  | Vots vàlids                                                                    | 1.984 | n/a   |        |     |
| Vots nuls    | Vots nuls                                                                      | n/a   | n/a   |        |     |
| Participació | Participació                                                                   | 2.003 | 75,4  |        |     |
| Cens         | Cens                                                                           | 2.655 |       |        |     |
| Font:        |                                                                                |       |       |        |     |

### 1987
| Partit       | Partit                           | Vots  | %     | Escons | +/– |
| ------------ | -------------------------------- | ----- | ----- | ------ | --- |
|              | Aliança Popular                  | 1.026 | 53,72 | 6 / 11 | 4   |
|              | Partit Socialista Obrer Espanyol | 884   | 46,28 | 5 / 11 | 1   |
| Total        | Total                            | 1.910 | 97,4  | 11     | 0   |
|              |                                  |       |       |        |     |
| Vots vàlids  | Vots vàlids                      | 1.960 | n/a   |        |     |
| Vots nuls    | Vots nuls                        | n/a   | n/a   |        |     |
| Participació | Participació                     | 1.997 | 78,7  |        |     |
| Cens         | Cens                             | 2.536 |       |        |     |
| Font:        |                                  |       |       |        |     |

### 1991
| Partit       | Partit                           | Vots  | %     | Escons | +/– |
| ------------ | -------------------------------- | ----- | ----- | ------ | --- |
|              | Partit Socialista Obrer Espanyol | 1.093 | 55,23 | 6 / 11 | 1   |
|              | Partit Popular                   | 886   | 44,77 | 5 / 11 | 1   |
| Total        | Total                            | 1.979 | 97,2  | 11     | 0   |
|              |                                  |       |       |        |     |
| Vots vàlids  | Vots vàlids                      | 2.037 | n/a   |        |     |
| Vots nuls    | Vots nuls                        | n/a   | n/a   |        |     |
| Participació | Participació                     | 2.063 | 84,3  |        |     |
| Cens         | Cens                             | 2.448 |       |        |     |
| Font:        |                                  |       |       |        |     |

### 1995
| Partit       | Partit                           | Vots  | %     | Escons | +/– |
| ------------ | -------------------------------- | ----- | ----- | ------ | --- |
|              | Partit Socialista Obrer Espanyol | 1.057 | 53,25 | 6 / 11 | =   |
|              | Partit Popular                   | 928   | 46,75 | 5 / 11 | =   |
| Total        | Total                            | 1.985 | 98,6  | 11     | 0   |
|              |                                  |       |       |        |     |
| Vots vàlids  | Vots vàlids                      | 2.014 | n/a   |        |     |
| Vots nuls    | Vots nuls                        | n/a   | n/a   |        |     |
| Participació | Participació                     | 2.047 | 85,9  |        |     |
| Cens         | Cens                             | 2.384 |       |        |     |
| Font:        |                                  |       |       |        |     |

### 1999
| Partit       | Partit                           | Vots  | %     | Escons | +/– |
| ------------ | -------------------------------- | ----- | ----- | ------ | --- |
|              | Partit Socialista Obrer Espanyol | 1.201 | 61,18 | 7 / 11 | 1   |
|              | Partit Popular                   | 762   | 38,82 | 4 / 11 | 1   |
| Total        | Total                            | 1.963 | 98,8  | 11     | 0   |
|              |                                  |       |       |        |     |
| Vots vàlids  | Vots vàlids                      | 1.987 | n/a   |        |     |
| Vots nuls    | Vots nuls                        | n/a   | n/a   |        |     |
| Participació | Participació                     | 2.016 | 83,2  |        |     |
| Cens         | Cens                             | 2.424 |       |        |     |
| Font:        |                                  |       |       |        |     |

### 2003
| Partit       | Partit                           | Vots  | %     | Escons | +/– |
| ------------ | -------------------------------- | ----- | ----- | ------ | --- |
|              | Partit Socialista Obrer Espanyol | 1.083 | 57,42 | 6 / 11 | 1   |
|              | Partit Popular                   | 803   | 42,58 | 5 / 11 | 1   |
| Total        | Total                            | 1.886 | 98,2  | 11     | 0   |
|              |                                  |       |       |        |     |
| Vots vàlids  | Vots vàlids                      | 1.921 | n/a   |        |     |
| Vots nuls    | Vots nuls                        | n/a   | n/a   |        |     |
| Participació | Participació                     | 1.962 | 84,2  |        |     |
| Cens         | Cens                             | 2.331 |       |        |     |
| Font:        |                                  |       |       |        |     |

### 2007
| Partit       | Partit                           | Vots  | %     | Escons | +/– |
| ------------ | -------------------------------- | ----- | ----- | ------ | --- |
|              | Partit Socialista Obrer Espanyol | 1.080 | 60,20 | 7 / 11 | 1   |
|              | Partit Popular                   | 714   | 39,80 | 4 / 11 | 1   |
| Total        | Total                            | 1.794 | 97,5  | 11     | 0   |
|              |                                  |       |       |        |     |
| Vots vàlids  | Vots vàlids                      | 1.840 | n/a   |        |     |
| Vots nuls    | Vots nuls                        | n/a   | n/a   |        |     |
| Participació | Participació                     | 1.882 | 81,4  |        |     |
| Cens         | Cens                             | 2.311 |       |        |     |
| Font:        |                                  |       |       |        |     |

### 2011
| Partit       | Partit                           | Vots  | %     | Escons | +/– |
| ------------ | -------------------------------- | ----- | ----- | ------ | --- |
|              | Partit Socialista Obrer Espanyol | 1.032 | 60,96 | 7 / 11 | =   |
|              | Partit Popular                   | 661   | 39,04 | 4 / 11 | =   |
| Total        | Total                            | 1.693 | 96,6  | 11     | 0   |
|              |                                  |       |       |        |     |
| Vots vàlids  | Vots vàlids                      | 1.753 | n/a   |        |     |
| Vots nuls    | Vots nuls                        | n/a   | n/a   |        |     |
| Participació | Participació                     | 1.831 | 82,5  |        |     |
| Cens         | Cens                             | 2.219 |       |        |     |
| Font:        |                                  |       |       |        |     |

### 2015
| Partit       | Partit                           | Vots  | %     | Escons | +/– |
| ------------ | -------------------------------- | ----- | ----- | ------ | --- |
|              | Partit Socialista Obrer Espanyol | 1.106 | 69,30 | 8 / 11 | 1   |
|              | Partit Popular                   | 490   | 30,70 | 3 / 11 | 1   |
| Total        | Total                            | 1.596 | 97,0  | 11     | 0   |
|              |                                  |       |       |        |     |
| Vots vàlids  | Vots vàlids                      | 1.645 | n/a   |        |     |
| Vots nuls    | Vots nuls                        | n/a   | n/a   |        |     |
| Participació | Participació                     | 1.737 | 82,1  |        |     |
| Cens         | Cens                             | 2.115 |       |        |     |
| Font:        |                                  |       |       |        |     |

### 2019
| Partit       | Partit                              | Vots  | %     | Escons | +/– |
| ------------ | ----------------------------------- | ----- | ----- | ------ | --- |
|              | Partit Socialista Obrer Espanyol    | 1.073 | 74,31 | 9 / 11 | 1   |
|              | Partit Popular                      | 235   | 16,27 | 2 / 11 | 1   |
|              | Som Morella: Compromís Municipal    | 106   | 7,34  | 0 / 11 | Nou |
|              | Ciutadans - Partit de la Ciutadania | 30    | 2,08  | 0 / 11 | Nou |
| Total        | Total                               | 1.444 | 97,4  | 11     | 0   |
|              |                                     |       |       |        |     |
| Vots vàlids  | Vots vàlids                         | 1.482 | n/a   |        |     |
| Vots nuls    | Vots nuls                           | n/a   | n/a   |        |     |
| Participació | Participació                        | 1.547 | 76,2  |        |     |
| Cens         | Cens                                | 2.029 |       |        |     |
| Font:        |                                     |       |       |        |     |